# Navy (Virginie)
Pour les articles homonymes, voir Navy.
Navy est une census-designated place située dans le comté de Fairfax, dans l’État de Virginie, aux États-Unis. Lors du recensement de 2020, elle comptait 4 327 habitants.